# 블러드 오렌지
블러드 오렌지(blood orange)는 운향과의 과일 나무(상록 소교목)인 당귤나무(오렌지)의 하나이며, "피 오렌지"라고 부른다. 감귤류는 안토시아닌을 함유하는 경우가 흔치 않은데, 블러드 오렌지는 지중해 지역에서 오렌지의 자연 돌연변이로 만들어진 것으로 추정되며, 가을과 겨울 시기에 밤중 온도가 낮을 때 안토시아닌이 분비된다. 포멜로와 탄제린의 교잡종으로 추정되며, 탄제린은 포멜로와 교잡된 감귤나무의 일종이기 때문에 블러드 오렌지도 포멜로 DNA와 감귤나무 DNA를 보유한다.

## 재배
블러드 오렌지는 지중해 남부에서 18세기부터 재배되었다. 이탈리아에서 흔히 재배되며, 스페인 발렌시아에는 19세기 후반에 도입되었다. 이탈리아와 스페인 현지에서는 "붉은 오렌지"라는 뜻인 "아란차 로사(이탈리아어: arancia rossa)", "나랑하 로하(스페인어: naranja roja) 또는 "피색 오렌지"라는 뜻인 "아란차 산구이냐(이탈리아어: arancia sanguigna), "나랑하 상기나(스페인어: naranja sanguina)라 불린다. 특히 이탈리아 시칠리아섬에서 생산된 "아란차 로사 디 시칠리아(Arancia Rossa di Sicilia)"는 1996년부터 유럽연합의 지리적 표시 보호(PGI)를 받고 있다.
미국에도 도입되어 재배되고 있으며, 블러드 오렌지 재배철은 텍사스 12~3월, 캘리포니아는 11~3월이다.

## 요리
일부 품종은 다소 신맛이 나지만, 그 외 품종은 블러드 오렌지의 특징적인 맛을 그대로 유지하면서 단맛이 난다. 블러드 오렌지는 마멀레이드를 만드는 데 쓰기도 하며, 제스트를 제과·제빵 등에 쓰기도 한다.

## 갤러리

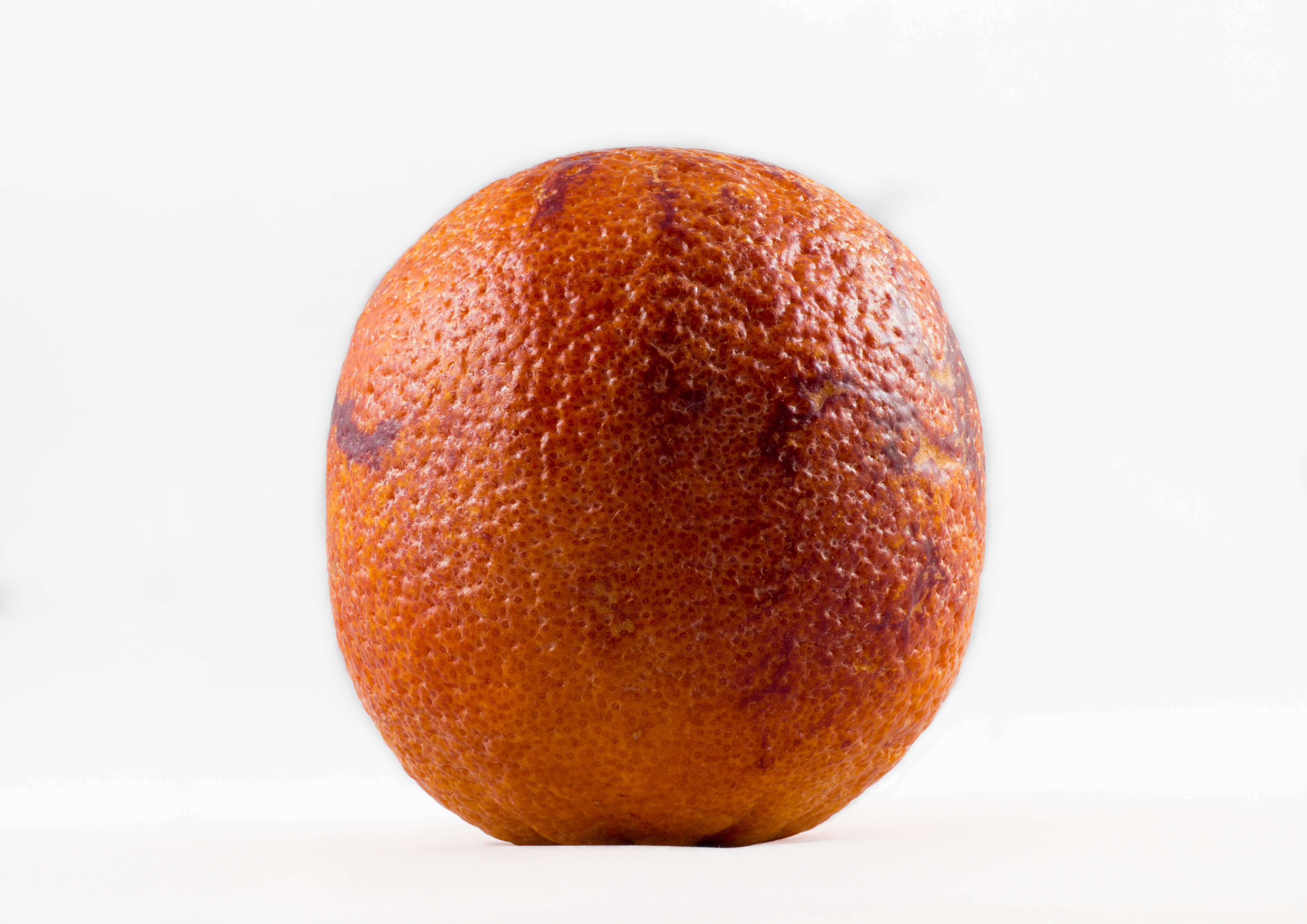
블러드 오렌지
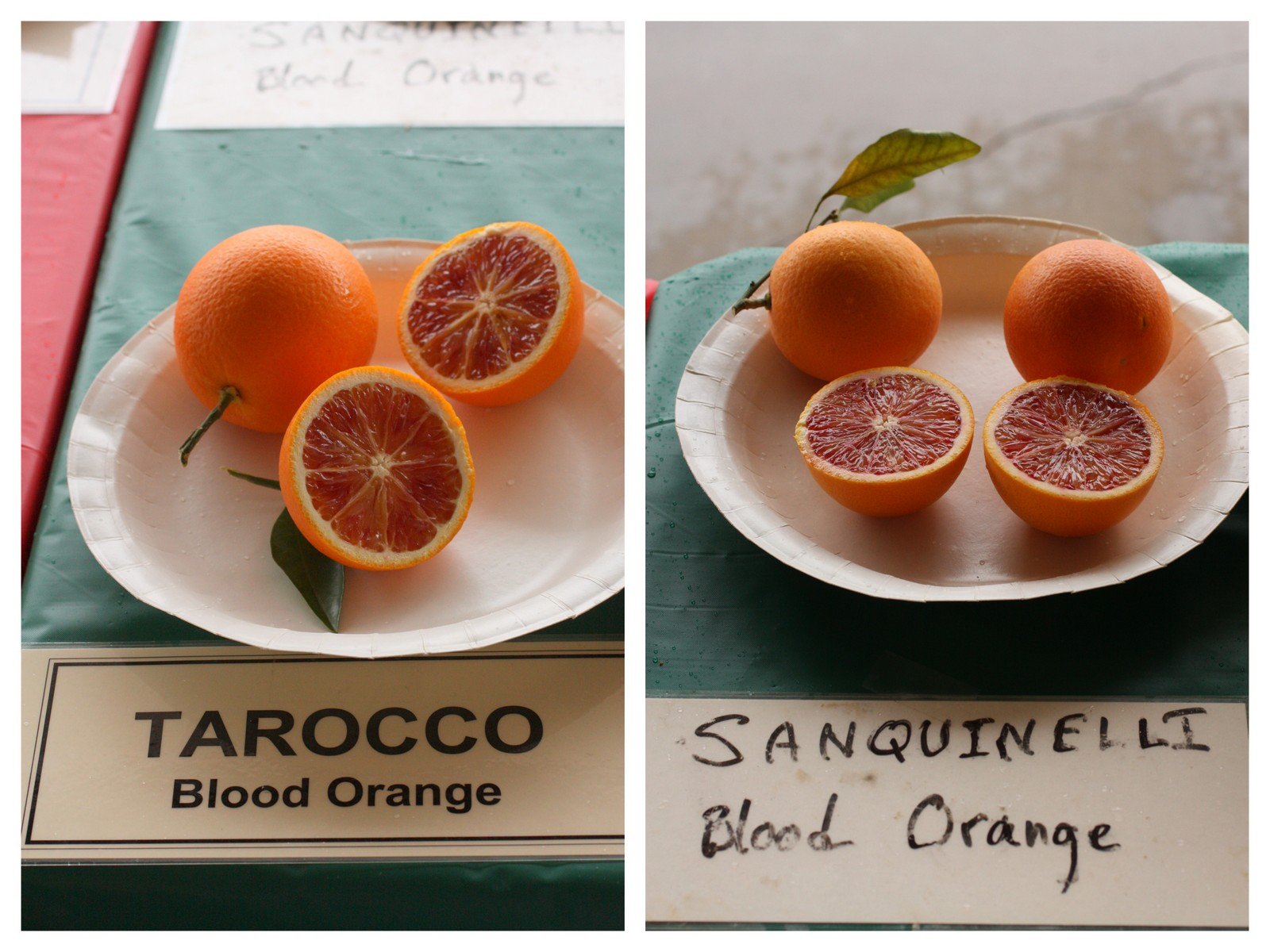
'타로코'와 '상기네요' 품종
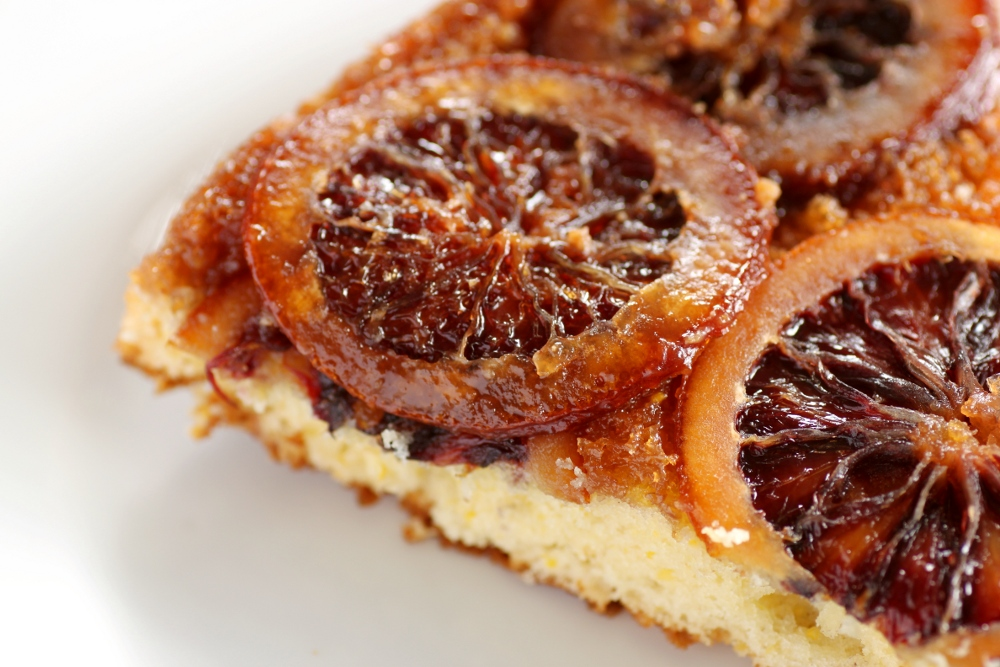
블러드 오렌지 케이크
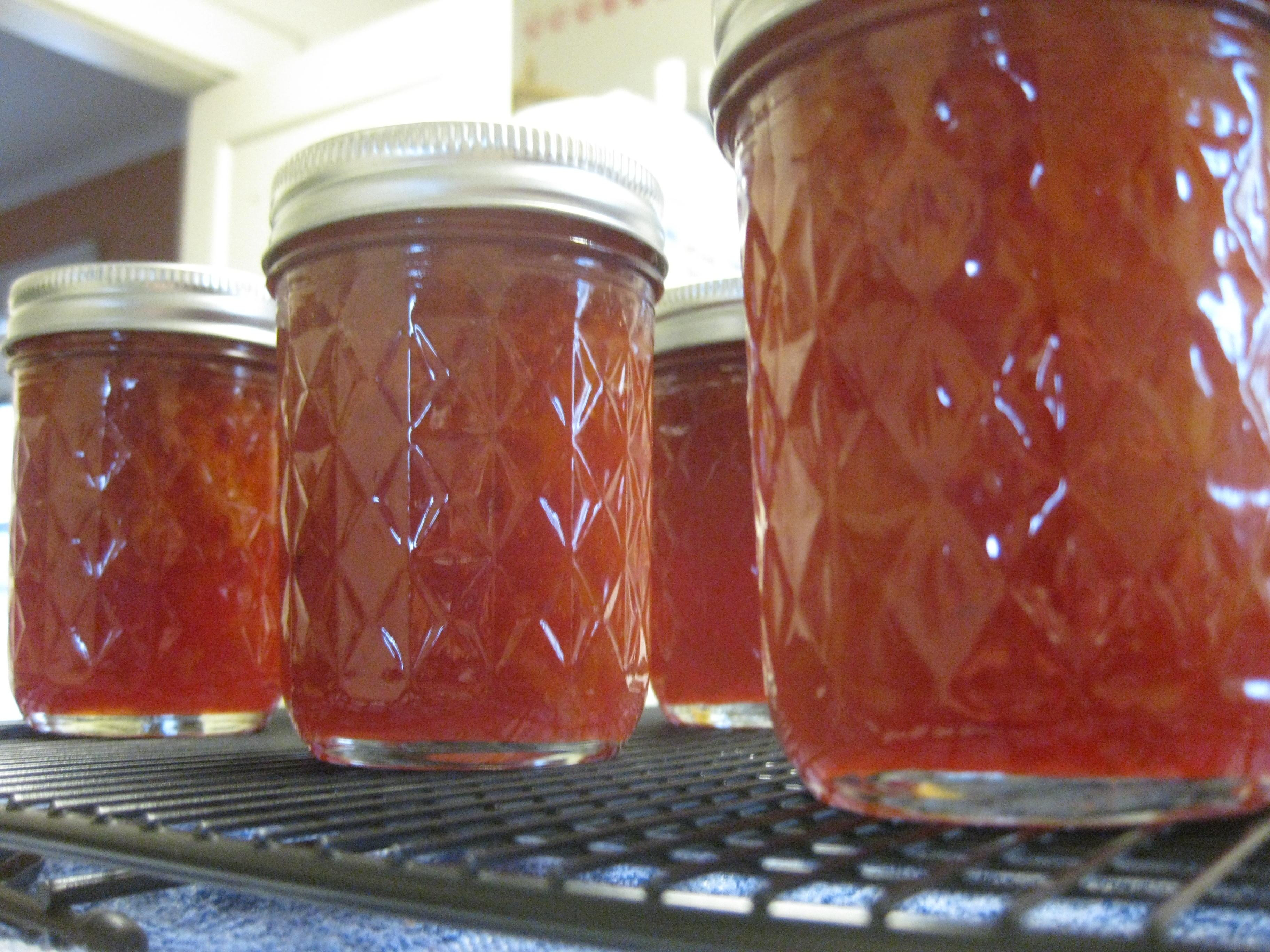
블러드 오렌지 마멀레이드